# Charles Templon
Charles Templon (Parigi, 26 dicembre 1986) è un attore francese, noto per aver interpretato Alex Nelka nella serie tv Summer Crush. Ha interpretato inoltre Julien nella serie tv Que du bonheur.

## Filmografia

### Cinema
- Adorabili amiche, regia di Benoît Pétré (2010)
- Il professore cambia scuola (Les grands esprits), regia di Olivier Ayache-Vidal (2017)
- Lola+Jeremy (Blockbuster), regia di July Hygreck (2018)

### Televisione
- Summer Crush (Serie TV) 2007 - 2008 - 2010 - Alex Nelka
- Que du bonheur – serie TV (2008)
- Art of Crime - serie TV (2017)